# Veikko Huhtanen
Veikko Aarne Aleks Huhtanen (5 juin 1919 — 29 janvier 1976) était un gymnaste finlandais.

## Palmarès

### Jeux olympiques
- Londres 1948
  -  médaille d'or au concours général individuel
  -  médaille d'or au cheval d'arçons
  -  médaille d'or au concours par équipes
  -  médaille d'argent aux barres parallèles
  -  médaille de bronze à la barre fixe

### Championnats du monde
- Bâle 1950
  -  médaille d'argent au concours par équipes
  -  médaille d'argent à la barre fixe